# Jadran (Buenos Aires)
Sloboda odnosno Jadran je bio list Hrvata u Argentini.
Prvi je broj izašao 1913. godine, a pod imenom Slobode je izlazio do 1915. godine. Nakon toga promijenio je vlasnika te u mjesečnom ritmu izlazile do konca 1915. godine. List je izlazio u Buenos Airesu.